# Monika Auer
Monika Auer né le 21 avril 1957 à Nova Levante est une lugeuse italienne active de la fin des années 1970 au milieu des années 1980. 

## Biographie
Auer a participé à deux éditions des Jeux olympiques d'hiver en 1980, 1984, terminant respectivement seizième et treizième. 
Lors des Championnats d'Europe, elle a obtenu un podium, avec une médaille d'or obtenue en 1984 à Olang.
Elle a fini deuxième de la Coupe du monde 1980-1981.

## Palmarès

### Jeux olympiques d'hiver
- Lake Placid 1980 : 16e
- Sarajevo 1984 : 13e

### Championnats d'Europe
- Médaille d'or en simple à Olang en 1984

### Coupe du monde
- Deuxième du classement général en 1980-1981.
- 1 victoire.